# Роуз Лакоњен
Роуз Натике Локоњен (рођена 24. фебруара 1995)  је атлетичарка из Јужног Судана, али је касније живела и тренирала у Кенији.

## Младост
Локоњен је рођена у Јужном Судану. Њен отац је војник и има четворо млађе браће и сестара. Када је имала 10 година, Локоњен и њена породица су побегли пешке од војника из свог села Чукудум.  Породица се затим нагурала у задњи део камиона и отишла у избеглички камп Какума на северозападу Кеније.  Њени родитељи су напустили Какуму 2008. године, али су Локоњен и њену браћу и сестре оставили у избегличком кампу. Када је стигла до средње школе, док је још живела у избегличком кампу, Локоњен је почела да трчи ради разоноде.

## Каријера
Међународни олимпијски комитет и фондација Tegla Loroupe одржали су трке унутар избегличких кампова ради могућег учешћа на Летњим олимпијским играма 2016. Локоњен је прво пробала, док је трчала боса, на 5.000 метара и победила у својој трци, што јој је омогућило да напредује до града Нгонга. Наставила је да тренира заједно у Нгонгу са другим избеглицама које су се надале Олимпијским играма, док није обавештена из Женеве да је изабрана да се такмичи. Тренирао ју је Џон Анзра.
Одабрао ју је Међународни олимпијски комитет (МОК) да се такмичи за избеглички олимпијски тим у дисциплини 800 м за жене на Летњим олимпијским играма 2016. у Рио де Жанеиру, Бразил. Олимпијски тим за избеглице био је први у историји Олимпијаде. Локоњен је била једна од пет спортиста у избегличком тиму рођених у Јужном Судану  и била је носилац заставе тима на церемонији отварања. У свом првом колу завршила је седма са временом 2:16.64. Није напредовала. Такође се такмичила на Олимпијским играма у Токију 2020.
Тренира са Теглом Лоруп, кенијском светском рекордерком у трци на дуге стазе.

## Такмичења
| Година              | Такмичење                           | Место                  | Позиција            | Дисциплина          | Резултат            | Белешка             |
| Спортисти избеглице | Спортисти избеглице                 | Спортисти избеглице    | Спортисти избеглице | Спортисти избеглице | Спортисти избеглице | Спортисти избеглице |
| ------------------- | ----------------------------------- | ---------------------- | ------------------- | ------------------- | ------------------- | ------------------- |
| 2016.               | Атлетика на летњој олимпијади 2016. | Рио де Жанеиро, Бразил | 7th (h)             | 800 m               | 2:16,64             |                     |
| 2017.               | Светско првенство                   | Лондон, УК             | 8th (h)             | 800 m               | 2:20,06             |                     |
| 2019.               | ИААФ Светске штафете 2019           | Јокохама, Јапан        | 7th                 | Мешовите 2×2×400 m  | 4:08,80             |                     |
| 2019.               | Светско првенство                   | Доха, Катар            | 7th (h)             | 800 м               | 2:13,39             |                     |
| 2021.               | Летње олимпијске игре 2021          | Токио, Јапан           | 8th (h)             | 800 m               | 2:11,87             |                     |